# Walid Badir
Walid Badir (hebreo: וואליד באדיר) (12 de marzo de 1974) es un exfutbolista y entrenador árabe israelí. Llegó a ser héroe nacional por el gol que anotó ante Francia en encuentro de clasificación para el Mundial 2006 y que supuso el 1-1 en el minuto 83.
Badir empezó a brillar en el Hapoel Petah Tikva, lo que le sirvió para ganarse el pase al Wimbledon F.C. en la 99-00. Allí lo mejor que hizo fue marcarle al Manchester United en Old Trafford. Pero el Wimbledon, al igual que anterior club, se vio inmerso en problemas económicos, por lo que Badir nunca tuvo suficiente impacto allí y volvió a Israel, concretamente al Maccabi Haifa. Durante esa etapa pasó el momento más dulce de su carrera, su llegada suponía el comienzo de la era de Avraham Grant donde coincidió con Yossi Benayoun en lo que aún se recuerda como uno de los mejores conjuntos en la historia del fútbol israelí. En Haifa pasó 5 años y ganó 4 ligas antes de fichar por el Hapoel Tel-Aviv.

## Selección nacional
Ha sido internacional con la selección de fútbol de Israel, ha jugado 74 partidos internacionales y ha anotado 12 goles.

## Clubes

### Como jugador
| Club               | País       | Año       |
| ------------------ | ---------- | --------- |
| Hapoel Petah Tikva | Israel     | 1992-1999 |
| Wimbledon FC       | Inglaterra | 1999-2000 |
| Maccabi Haifa FC   | Israel     | 2000-2006 |
| Hapoel Tel Aviv FC | Israel     | 2006-2013 |

### Como entrenador
| Club                                        | País   | Año       |
| ------------------------------------------- | ------ | --------- |
| Hapoel Tel Aviv (Interino y 2.º entrenador) | Israel | 2015-2017 |